# باندا صيني ذهبي
باندا صيني ذهبي (ملاحظة 1) هو عملة ذهبية من عملات السبائك تصدرها الصين. أصدرت العملة لأول مرة سنة 1982.
تتألف سبيكة كروغرراند بمعظمها من الذهب بنسبة 99.9%.